# Бой у Куантана
Бой у Куантана — боевое столкновение во время войны на Тихом океане, известное также как потопление «Принс оф Уэлс» и «Рипалс» и Бой в Сиамском заливе. Произошло 10 декабря 1941 года в Южно-Китайском море между соединением японской базовой авиации и британским «Соединением Z» адмирала Томаса Филипса в составе линкора «Принс оф Уэлс», линейного крейсера «Рипалс» и четырёх эсминцев («Electra», «Express», «Vampire», и «Tenedos»). В ходе нескольких последовательных атак японских бомбардировщиков и торпедоносцев оба тяжёлых корабля соединения были потоплены. Впервые неповреждённые линейные корабли были потоплены авиацией в открытом море, имея полную свободу для манёвра. Данный бой ознаменовал собой закат эры линкоров. Отныне господство на море стало принадлежать авианесущим силам, оставляя линкорам второстепенную роль в морских операциях.

## Предыстория
Британские корабли, известные как «Соединение Z», были направлены в Сингапур в конце лета 1941 года, когда Япония заняла французский Индокитай и возникла вероятность нападения на Малайзию. Линкор «Принс оф Уэлс», ранее сражавшийся с «Бисмарком», отправился на Дальний Восток 25 октября. Линейный крейсер «Рипалс» вышел из порта Клайд 30 августа 1941, обогнул Африку и 3 октября прибыл в Дурбан. Затем он направился в Коломбо, где соединился с линкором «Принц Уэльский». 2 декабря соединение прибыло в Сингапур. Японская разведка обнаружила корабли ещё в тот момент, когда они пересекали Индийский океан. (До 10 декабря японцы полагали, что линкором является «Кинг Джордж V»)
Япония уже готовилась к десанту в Малайзии, и появление британских кораблей стало для неё неприятной новостью. Японский 2-й флот имел некоторое количественное преимущество (2 линкора и 4 крейсера против 1 линкора и 1 крейсера), но британские корабли были мощнее и быстроходнее. Адмирал Ямамото велел срочно перебросить из Формозы в Индокитай 27 бомбардировщиков G4M авиакорпуса «Каноя».
Япония готовилась к трём предполагаемым событиям: десанту в Малайзию, бомбардировке Сингапура и сражению с линкорами. Предполагалось, что британцы сразу же атакуют японские силы. Было организовано постоянное патрулирование с целью обнаружения британской активности. На тот момент Япония использовала авиабазу в районе Сайгона, на которой было размещено два авиакорпуса: «Гэндзан» и «Михоро». Каждый авиакорпус к началу декабря имел 48 бомбардировщиков «G3M2».
7 декабря 1941 года, в день нападения на Пёрл-Харбор, 3 эскадрильи авиакорпуса «Михоро» и 3 эскадрильи авиакорпуса «Гэндзан» вылетели для бомбардировки Сингапура, однако авиакорпус «Гэндзан» попал в шторм и вернулся на базу.
8 декабря японцы ждали авианалёта на свои базы в Индокитае, но, к их удивлению, налёта не произошло. В этот день японский конвой беспрепятственно вошел в Кота-Бару и приступил к высадке десанта.
9 декабря разведывательный самолёт Mitsubishi Ki-15 совершил вылет в сторону Сингапура и доложил о том, что линкоры ещё находятся в гавани. Контр-адмирал Мацунага созвал совещание с целью подготовить авианалёт на гавань Сингапур по примеру налета на Пёрл-Харбор.

## Поиски
Между тем адмирал Филипс медлил по той причине, что первоначальные планы подразумевали усиление британского флота американским, а американский был выведен из строя налетом на Пёрл-Харбор. Истребительное прикрытие было также недостаточным. И всё же адмирал решился идти на перехват конвоя — в основном из-за недооценки возможностей авиации. Корабли покинули Сингапур 8 декабря в 17:10 и планировали нанести удар по конвою 10 декабря. 9 декабря в 07:13 они обошли с востока острова Анамба и легли на курс 330, затем 345. Здесь над ними прошли два японских разведчика, но не заметили корабли. И только в 14:00 флот был замечен японской подводной лодкой I-65: «15:15. Два вражеских линкора идут на север».
Японское командование было смущено расхождениями в показаниях самолёта и подводной лодки. Расхождение можно было понять и так: что, кроме известных линкоров, в море находятся и ещё два. Был отдан приказ о торпедной атаке.
В 19:00 подготовка к атаке была завершена. Бомбардировщики вылетели на поиски противника, не зная его точных координат, не зная координат своего флота. «Наши морские и воздушные силы ринулись в битву вслепую». Уже в темноте один из самолётов авиакорпуса «Михоро» сообщил о том, что заметил корабли противника. Однако обнаруженный корабль оказался японским тяжелым крейсером «Тёкай». В этот момент самолётам было приказано вернуться на базу.
Запасы торпед на базах Индокитая были настолько незначительны, что фактически имелось только по одной торпеде на самолёт. В такой ситуации самолётам, возвращающимся из рейда, пришлось осуществлять посадку ночью, не сбрасывая торпед. Летчики дождались восхода луны и сажали самолёты в лунном свете в полночь.
Между тем в 20:55 адмирал Филипс отменил операцию ввиду того, что эффект внезапности утрачен. Он развернул корабли на юг, к Сингапуру.
В 06:25 11 разведывательных самолётов были посланы на поиски британского флота. В период с 07:35 по 09:30 взлетели все соединения торпедоносцев. К операции были привлечены: 9 разведчиков-штурмовиков Mitsubishi G3M, 2 разведчика Mitsubishi Ki-15, 26 торпедоносцев Mitsubishi G3M, 26 торпедоносцев Mitsubishi G4M и 34 бомбардировщика Mitsubishi G3M. Запас топлива (на 30 % меньше обычного) позволял им удаляться от базы не далее чем на 400 километров.
К 10:00 противник обнаружен не был. В этот момент самолёты уже прошли расстояние в 400 километров. У одного из самолётов начались перебои с мотором и он повернул к базе. С ним ушел один самолёт сопровождения. В 11:45 была обнаружена цель, опознанная как транспортный корабль. 3-я эскадрилья атаковала его, не добившись ни одного попадания.

## Продвижение линкоров
Перед выходом в море адмирал Филипс послал командующему авиацией генералу Пулфорду запрос, сможет ли авиация: 1) обеспечить линкорам разведку с утра 9 декабря, 2) обеспечить разведку Сингоры и окрестностей утром 10 декабря, 3) обеспечить воздушное прикрытие у Сингоры утром 10 декабря. Пулфорд обещал только первое. Ответ пришел только вечером 8 декабря. Филипс решил, что сможет обойтись и без воздушного прикрытия.
Весь день 9 декабря «Рипалз» и «Принц Уэльский» шли к северу.

Во второй половине дня погода улучшилась, в облаках появились разрывы, несколько раз на кораблях слышали шум пролетающих самолётов. Истребителей прикрытия не было. Сначала Филипс хотел отправить обратно эсминцы и нанести удар по Сингоре двумя кораблями, но по мере удаления от Сингапура уверенность оставляла его. Очевидно, следовало вообще отменить операцию, как только стало известно, что воздушного прикрытия не будет, но Филипс рассчитывал, что низкая облачность не позволит авиации противника обнаружить эскадру. Нерешительность адмирала привела к тому, что приказ поворачивать обратно был отдан только тогда, когда корабли почти добрались до Сингоры.

Эскадра повернула на юг. В полночь была получена телеграмма из Сингапура: «Противник высаживается в Куантане». Корабли как раз проходили широту этого города. Эскадре оставалось примерно восемь часов хода до относительной безопасности Сингапурского рейда. Отклонение к Куантану также требовало восьми часов. Был отдан приказ идти к берегу: Филипс решил, что на этот раз наверняка застанет японцев врасплох.
В Сингапуре не знали о том, что эскадра повернула к Куантану. В результате 453-я истребительная эскадрилья, ожидавшая в Сингапуре сигнала вылететь на помощь эскадре, осталась на земле.
Когда корабли Филипса поворачивали к Куантану, они были замечены японской подводной лодкой. Вторая подводная лодка нашла эскадру в 2 часа ночи и выпустила по кораблям пять торпед, но ни одна из них не попала в цель. Англичане торпедную атаку не заметили и оставались в уверенности, что противник их не обнаружил. Примерно в 10 часов утра один из наблюдателей сообщил координаты английской эскадры, которой оставалось до берега 40 миль. Англичане отправили в сторону берега два самолёта-разведчика, которые сообщили, что японцев в Куантане нет. Эскадра повернула к северу, потом к востоку. Около 10 часов пришло сообщение от эсминца «Тенедос», отправленного перед тем в Сингапур: его атаковала японская авиация. 9 японских самолётов сбросили на корабль по 1100-фунтовой бомбе, но корабль, умело маневрируя, уклонился от всех сброшенных на него авиабомб. Израсходовав напрасно боезапас, японские самолёты вернулись на базу.

## Ход боя
В 11:03 эскадру заметили японцы. К ней направилась первая авиагруппа (9 бомбардировщиков). В 11:13 был открыт огонь ПВО линкоров. Из 9 сброшенных 250-кг авиабомб в цель попала одна, поразив корму «Рипалса» и перебив паропровод. В этом налете 5 самолётов получили повреждения.
Вторая японская атака была проведена уже крупными силами. По японским данным (согласно опросу пилотов) бой выглядел следующим образом: «Рипалс» атаковали 35 торпедоносцев и 8 «горизонтальных» бомбардировщиков. Самолёты авиакорпуса «Гэндзан» сбросили 7 торпед, из них 4 попали в цель. Из 20 торпед, сброшенных самолётами авиакорпуса «Каноя», попали в цель около 10. Из 7 торпед, сброшенных самолётами авиакорпуса «Михоро», попали в цель 4. Также самолёты авиакорпуса «Михоро» сбросили на «Рипалс» 8 бомб весом 550 фунтов, из которых 1 попала в цель, а 7 разорвались рядом.
«Принц Уэльский» был атакован 15-ю торпедоносцами авиакорпуса «Гэндзан», сбросившими 9 торпед, из которых в цель попали 4. 6 торпедоносцев авиакорпуса «Каноя» добились 6 попаданий. 11 горизонтальных бомбардировщиков авиакорпуса «Михоро» сбросили 14 бомб (1100 фунтов). В цель попала только одна. Другие 9 бомбардировщиков того же авиакорпуса сбросили 18 бомб того же веса, но попаданий не добились. Потери атакующих составили 3 самолёта: 1 Mitsubishi G3M и два Mitsubishi G4M. По британским данным, ситуация была несколько иной: при второй атаке двух японских эскадрилий (около 11:35) «Рипалс» уклонился от всех торпед (по данным выживших моряков, крейсер уклонился как минимум от 19 торпед) , в «Принц Уэльский» попали две или три торпеды в левый борт, причинившие тяжелые повреждения (выход из строя рулевого устройства и двух гребных винтов, затопление поста энергетики и живучести, одного котельного и одного машинного отделений, падение скорости до 15 узлов). При этом было сбито 2 японских самолёта.
Третья атака началась в 11:56 с двух сторон группами по 9 торпедоносцев и 9 бомбардировщиков. «Рипалс» вновь умело уклонялся от атак, но последняя сброшенная японская торпеда всё-таки поразила корабль. Около 12:23 началась очередная атака на «Принц Уэльский», в которой он получил 2 торпеды в носовую часть и 2 торпеды в корму. В 12:26 сразу несколько групп с разных сторон атаковали «Рипалс», у которого на этот раз шансов не было, 3 торпеды попали в левый борт и одна в правый. «Рипалс» потерял управление, самопроизвольно сделал резкий поворот на 90 градусов, после чего быстро перевернулся и затонул в 12:33. Эсминцами спасено 796 членов экипажа, погибли 513 человек. Одновременно 9 японских бомбардировщиков атаковали британские эсминцы, не добившись попаданий.
«Принц Уэльский» ещё некоторое время двигался со скоростью 8 узлов, в 13:10 начал сильно крениться и в 13:20 затонул. Спасены 1285 членов экипажа, погибли 327 офицеров и матросов. Среди погибших были контр-адмирал Филипс и командир корабля Лич.
Через 40 минут (ок. 14:00) оставшийся в зоне боя японский разведчик заметил 8 британских истребителей.

## Последствия и причины поражения
В стратегическом плане для англичан последствия были крайне тяжелые: они лишились единственных кораблей, способных противостоять японской корабельной группировке у берегов Малайи, что стало одной из важных причин их поражений в этой операции и падения Сингапура (15 февраля 1942 года).
Бой продемонстрировал возросшие возможности авиации при перехвате крупных надводных кораблей противника в открытом море. Японцы впервые выслали ударную авиацию сразу вслед за разведчиками, передача данных для атаки происходила по радиосвязи в полёте и оказалась весьма точной; командиры эскадрилий активно руководили действиями подчинённых по радиосвязи — так одновременно с нескольких курсов был атакован и потоплен до того умело маневрирующий «Рипалс». Подготовка японских пилотов оказалась на должной высоте. Впрочем, был и ряд крупных недостатков: разведывательная авиация, не имевшая РЛС, совершила много вылетов впустую (зная о присутствии кораблей противника в ограниченном районе), были ошибки в опознании целей, вместо массированного удара большими силами авиации получился ряд последовательных атак (и только в последней благодаря инициативным действиям командиров эскадрилий удалось добиться решающего успеха), должное взаимодействие между отрядами кораблей отсутствовало.
С английской стороны выявились слабая ПВО крупных кораблей, пагубным оказался выход кораблей в море без знания обстановки и без информации о базировании авиации противника, последствия предвоенной недооценки возможностей торпедоносной и бомбардировочной авиации.
Вместе с атакой японцев на Пёрл-Харбор, этой бой оказал большое влияние на развитие военно-морского искусства. Было покончено с недооценкой роли авиации в борьбе против флота, началось спешное усиление ударной военно-морской авиации с одной стороны и усиление ПВО кораблей с другой. Обязательным стало наличие сильного истребительного прикрытия корабельных сил в открытом море, что повлекло бурное строительство авианосцев. Переосмысливалась и тактика ударной авиации при атаках морских целей.